# Agence spatiale nationale malaisienne
L'Agensi Angkasa Negara (en anglais : Malaysian National Space Agency; en français : Agence spatiale malaisienne) est l'agence spatiale malaisienne, chargée de diriger le programme spatial malais.

## Histoire
Le premier directeur de l'agence spatiale est l'astrophysicienne Mazlan Othman. Nommée en 2002, elle occupe le poste durant cinq ans avant de réintégrer le Bureau des affaires spatiales des Nations unies. Le premier astronaute malaisien est Sheikh Muszaphar Shukor.